# 위크엔드 어웨이
위크엔드 어웨이(The Weekend Away)는 미국에서 제작된 킴 파란트 감독의 2021년 스릴러 영화이다. 레이튼 미스터 등이 주연으로 출연하였다.

## 출연

### 주연
- 레이튼 미스터
- 크리스티나 울프